# 프티프랭스
프티프랭스(프랑스어: Petit-Prince)는 소행성 45 외제니아 주위를 도는 소행성 위성이다. 1998년에 하와이 마우나케아 산에 있는 캐나다 프랑스 하와이 망원경으로 발견되었다.
프티프랭스는 "어린 왕자"라는 뜻으로, 2003년에 붙여진 이름이다. 모소행성인 외제니아의 어원이 된 외제니 황후와 나폴레옹 3세의 아들인 나폴레옹 외젠 왕자, 그리고 앙투안 드 생텍쥐페리의 소설 《어린 왕자》에 빗대어 붙여졌다. 소설 속의 어린 왕자는 소행성에서 사는데, 그 소행성에는 이름이 없고 B612라는 식별번호만 붙어 있다.
45 외제니아의 지름이 214 km인 데에 비해 프티 프랭스의 지름은 13 km이고, 약 5일의 주기를 두고 공전한다.
프티프랭스가 발견되기 전에 알려진 소행성의 위성은 갈릴레오 호로 발견한 243 이다 주위를 도는 다크틸 하나뿐이었다. 프티 프랭스는 지구 위의 망원경으로 발견한 최초의 소행성의 위성이다.

## 같이 보기
- 2578 생텍쥐페리
- 46610 베시두즈 (B612를 16진수로 간주하여 이를 10진수로 바꾸면 46610이 되는 데에 착안하여 명명됨. 아울러 B 6 12로 끊어서 프랑스어로 읽으면 '베시두즈'가 된다)